# 바그람
바그람(파슈토어: بگرام, 페르시아어: بگرام)은 아프가니스탄 파르반주의 도시로서 바그람 공군 기지가 위치하였다.
1세기 경 쿠샨 왕조의 수도로서 기능하였다.

## 같이 보기
- 파르반주